# Bures (Orne)
Bures ist eine Gemeinde im französischen Département Orne in der Normandie. Sie gehört zum Arrondissement Alençon und zum Kanton Écouves. Nachbargemeinden sind Sainte-Scolasse-sur-Sarthe im Norden, Champeaux-sur-Sarthe im Nordosten, Bazoches-sur-Hoëne im Osten, La Mesnière im Südosten, Coulonges-sur-Sarthe im Süden und Laleu im Westen.

## Bevölkerungsentwicklung
| Jahr      | 1962 | 1968 | 1975 | 1982 | 1990 | 1999 | 2008 | 2015 | 2020 |
| --------- | ---- | ---- | ---- | ---- | ---- | ---- | ---- | ---- | ---- |
| Einwohner | 215  | 187  | 146  | 135  | 128  | 146  | 174  | 167  | 163  |